# Радован Светлік
Радован Светлік (чеськ. Radovan Světlík; нар. 12 квітня 1974) — колишній чеський тенісист.
Найвищу одиночну позицію світового рейтингу — 230 місце досяг 29 січня 1996, парну — 331 місце — 12 червня 2000 року.

## Титули на челленджерах

### Парний розряд: (1)
| Рік  | Турнір             | Покриття | Партнер      | Суперники                      | Рахунок  |
| ---- | ------------------ | -------- | ------------ | ------------------------------ | -------- |
| 1999 | Брессаноне, Італія | Ґрунт    | Давід Мікета | Мануель Джоркуера Антоні Парун | 7–5, 6–4 |